# ناحية سلوك
ناحية سلوك إحدى نواحي سوريا تتبع إداريّاً لمحافظة الرقة منطقة تل أبيض ومركزها بلدة سلوك، بلغ تعداد سكان الناحية 44,131 نسمة حسب التعداد السكاني لعام 2004.

## بلدات وقرى ناحية سلوك
أبو حيا، أبو حية الهوز، العكل، عالية، المالكية، عربيد، أصيلم (البراشمة)، العطشانة، عايشة، باب الخير، بديع، الخويرة الكبيرة، بئر عاصي، بئر الخفاجي، بئر المعاجلة، بئر محمد الخضر، بئر صفعك، بطيمان، البويدر، ددو، الدهليز، الدخيلانية، السرب الشرقية، غزلان، غويلان، هكشة، حواسي، الهبة، هطيل الحمر، عيوة، كطار، الخاتون، الخنساء، خاتونية، خربة الناقة، خربة جريدي، خنيفيس، الخويتلة، الكيصوم، الخويرة الصغيرة، الماكف، المالح، المنارة، القنيطرة، رجم عنوة، رغيلان، شكيل، الشلخي، شمندور، صوفان، سلوك، تل حمام، طويل الشويخ، الثديين، ذيبان، الطيبة، أم الحيايا، أم حرمل، الزيدي، الزعزوع، الأرتوازية، الدخرات القصير، الدواحير، الديجلية، الراوي، السحل الناصرية، الفراج، الفيضلية، أبو زلة، أم الروس (الناصرية)، أم صخرة، أم صيدة، بير الشيخ، بئر جهيم، رجم بنت نويران، هود.شاب داغ محيسن حشيشة.  فويلان غزيلة.  